# Coelidium pageae
Coelidium pageae là một loài thực vật có hoa trong họ Đậu. Loài này được L.Bolus mô tả khoa học đầu tiên.